# Darfour-Occidental
Le Darfour-Occidental (en arabe : غرب دارفور, ġrb dārfwr, « Gharb Darfour ») est un État du Soudan.
La ville d'Al-Genaïna en est la capitale. 
Le Gharb Darfour est la région du Soudan la plus occidentale, elle appartient à la zone sahélienne. Le Gharb Darfour est une province montagneuse. Néanmoins elle est plus favorable à l'agriculture que beaucoup d'autres provinces soudanises, les montagnes favorisant les précipitations à ces latitudes désertiques. 
La religion majoritaire dans cette province est l'islam.
La situation des gens de Gharb Darfour est aggravée par la Guerre civile au Darfour.

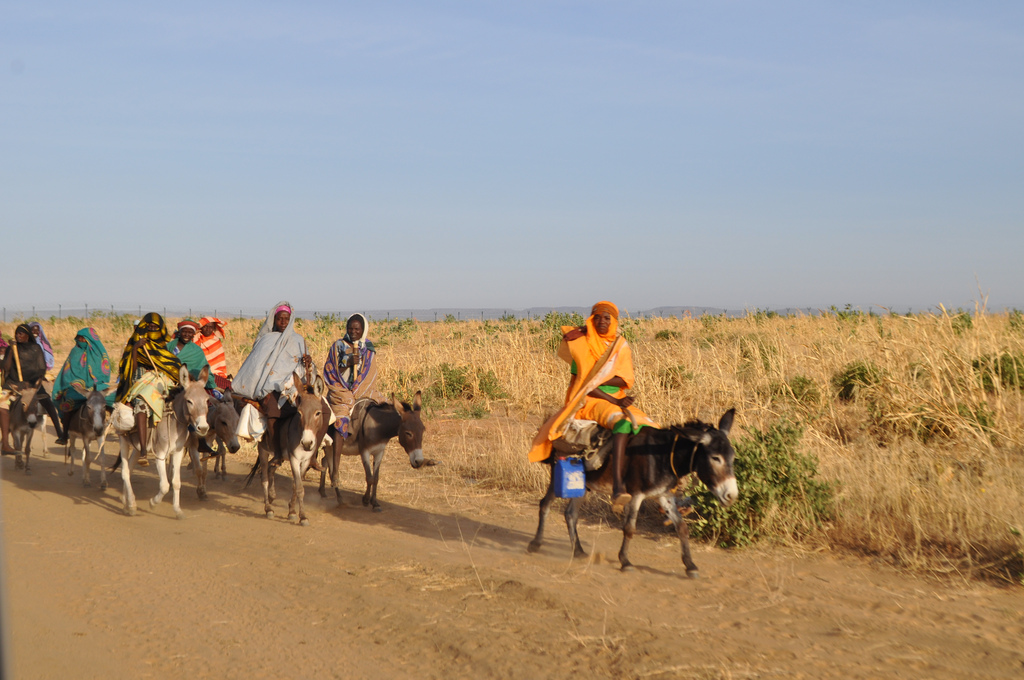
Voyageurs au Darfour occidental